# Cyrestis nedymnus
Cyrestis nedymnus är en fjärilsart som beskrevs av Felder. Cyrestis nedymnus ingår i släktet Cyrestis och familjen praktfjärilar. Inga underarter finns listade i Catalogue of Life.